# Internationale Friedensfahrt 1990
Die 43. Internationale Friedensfahrt (Course de la paix) war ein Straßenradrennen, das vom 8. bis 17. Mai 1990 ausgetragen wurde. Die 43. Auflage der Internationalen Friedensfahrt bestand aus 11 Einzeletappen und führte auf einer Gesamtlänge von 1595 km von Berlin über Slušovice nach Bielsko-Biała. Mannschaftssieger war die Tschechoslowakei. Der beste Bergfahrer war Pawel Tonkow aus der UdSSR.
Die Fahrer Olaf Ludwig, Uwe Raab und Uwe Ampler hatten gut dotierte Profiverträge unterschrieben und standen für die 43. Austragung der deutschen Mannschaft nicht mehr zur Verfügung.
Insgesamt waren 84 Fahrer aus 14 Nationen am Start.
Teilnehmende Nationen waren:
| Polen       | Tschechosl. |
| Sowjetunion | DDR         |
| Rumänien    | Italien     |
| Niederlande | Belgien     |
| Kuba        | Frankreich  |
| Bulgarien   | Kolumbien   |
| England     |             |

## Mannschaftskader der deutschsprachigen Mannschaften
| DDR Falk Boden Bert Dietz Martin Goetze Jens Heppner Frank Kühn Steffen Rein | BR Deutschland Andreas Lebsanft Lutz Lehmann Robert Matwew Patrick Moster Maik Müller Michael Rich |

## Details
| Ergebnis | Ergebnis      | Ergebnis      | Ergebnis         | Ergebnis |
| -------- | ------------- | ------------- | ---------------- | -------- |
| Erster   | Ján Svorada   | ø 42,5 km/std | Tschechoslowakei |          |
| Zweiter  | Bert Dietz    |               | DDR              |          |
| Dritter  | Pavel Padrnos |               | Tschechoslowakei |          |

|  |  |  |

| Etappe     | Start – Ziel                                                     | Etappensieger                                                       | Etappen- länge        | Fahrzeit |
| ---------- | ---------------------------------------------------------------- | ------------------------------------------------------------------- | --------------------- | -------- |
| Eröffnung  | 000Berlin a. Einzelrennen b. Punktefahren c. Ausscheidungsrennen | ttt Martin Goetze DDR Steffen Rein DDR Ján Svorada Tschechoslowakei | 0 20 km 024 km 026 km |          |
| 01. Etappe | Berlin – Magdeburg                                               | Ján Svorada Tschechoslowakei                                        | 174 km                | 4:04:48  |
| 02. Etappe | Magdeburg – Gera                                                 | Ján Svorada Tschechoslowakei                                        | 195 km                | 4:52:40  |
| 03. Etappe | Rund um Gera                                                     | Bert Dietz DDR                                                      | 151 km                | 3:37:59  |
| 04. Etappe | Greiz – Plzeň                                                    | Mario De Clercq Belgien                                             | 195 km                | 5:00:36  |
| 05. Etappe | Plzeň – Jihlava                                                  | Andrzej Mąkowski Polen                                              | 185 km                | 4:28:07  |
| 06. Etappe | Jihlava – Slušovice                                              | Rober van der Vin Niederlande                                       | 207 km                | 5:12:33  |
| 07. Etappe | Bergzeitfahren in Slušovice                                      | Pawel Tonkow Sowjetunion                                            | 017 km                | 2:26:13  |
| 07. Etappe | Rund um Slušovice                                                | Krasimir Kanew Bulgarien                                            | 108 km                | 2:33:39  |
| 08. Etappe | Slušovice – Bielsko-Biała                                        | Jacek Bodyk Polen                                                   | 165 km                | 4:02:45  |
| 09. Etappe | Szczyrk – Bielsko-Biała                                          | Martin Goetze DDR                                                   | 150 km                | 4:03:14  |
| 09. Etappe | Einzelzeitfahren in Bielsko-Biała                                | Ján Svorada Tschechoslowakei                                        | 027 km                | 2:33:55  |